# اکثریت یک‌نفره
اکثریت یک‌نفره (انگلیسی: A Majority of One) فیلمی در ژانر کمدی به کارگردانی مروین لیروی است که در سال ۱۹۶۱ منتشر شد.
وی در سال ۱۹۶۱ برنده جایزه گلدن گلوب بهترین فیلم موزیکال یا کمدی شده است.

## بازیگران
- روسالیند راسل
- الک گینس
- می کوئستل
- آلن موبری
- جرج تاکی
- فرانک ویلکاکس
- ری دانتون
- بل میچل